# 나의 친구여
"나의 친구여"는 한국에서 제작된 유장안 감독의 1928년 영화이다. 나웅 등이 주연으로 출연하였고 단천 등이 제작에 참여하였다.

## 출연

### 주연
- 나웅
- 서월영
- 김소영
- 박훈